# Ablabera
Ablabera är ett släkte av skalbaggar. Ablabera ingår i familjen Melolonthidae.

## Dottertaxa tillAblabera, i alfabetisk ordning[1]
- Ablabera advena
- Ablabera aeneobrunnea
- Ablabera amoena
- Ablabera analis
- Ablabera apicalis
- Ablabera araneoides
- Ablabera bagamojana
- Ablabera capicola
- Ablabera delicatula
- Ablabera flavoclypeata
- Ablabera gracilis
- Ablabera gratula
- Ablabera gravidula
- Ablabera hirsuta
- Ablabera hirticollis
- Ablabera hopeiana
- Ablabera hottentotta
- Ablabera iridescens
- Ablabera lalandei
- Ablabera lutaria
- Ablabera matabelena
- Ablabera modesta
- Ablabera namaqua
- Ablabera nana
- Ablabera nigricans
- Ablabera pellucida
- Ablabera pilosula
- Ablabera pulicaria
- Ablabera rostrata
- Ablabera rufa
- Ablabera rufipes
- Ablabera setosa
- Ablabera similata
- Ablabera splendida
- Ablabera tenebrosa
- Ablabera transvaalica
- Ablabera vidua